# Créon-d’Armagnac
Créon-d’Armagnac – miejscowość i gmina we Francji, w regionie Nowa Akwitania, w departamencie Landy.
Według danych na rok 1990 gminę zamieszkiwało 286 osób, a gęstość zaludnienia wynosiła 13 osób/km² (wśród 2290 gmin Akwitanii Créon-d’Armagnac plasuje się na 894. miejscu pod względem liczby ludności, natomiast pod względem powierzchni na miejscu 459.).